# 王兆屯駅
王兆屯駅（おうちょうとんえき）とは、中華人民共和国黒竜江省ハルビン市香坊区に位置する拉浜線、浜綏線の駅。

## 歴史
- 1899年　開業。
- 1996年 駅舎新築竣工[1]。

## 隣の駅
中華人民共和国鉄道部
浜綏線
ハルビン駅 - 王兆屯駅 - 香坊駅
拉浜線
香坊駅 - 王兆屯駅 - ハルビン駅

## 脚註
1. ↑  王兆屯站往事

座標: 北緯45度43分42秒 東経126度38分39秒 / 北緯45.7284度 東経126.6442度